# 滋賀県道116号六地蔵草津線
滋賀県道116号六地蔵草津線（しがけんどう116ごう ろくじぞうくさつせん）は、滋賀県栗東市から草津市に至る一般県道である。

## 概要
栗東市六地蔵から草津市大路3丁目に至る。
栗東の市街地と草津の市街地を結ぶ。バイパスが岡付近から御幸橋を通って目川付近まで一部開通している。
六地蔵付近では葉山川の旧河道となった部分を整地して現在の県道としている。

### 路線データ
- 起点：栗東市六地蔵（滋賀県道12号栗東信楽線交点）
- 終点：草津市大路3丁目（大路三丁目交差点、国道1号交点、滋賀県道・三重県道4号草津伊賀線起点、滋賀県道143号下笠大路井線終点）
- 総延長：5.0 km

## 歴史
- 1958年（昭和33年）7月26日 - 滋賀県告示第291号により路線認定[2]。
- 2024年（令和6年）3月20日 - 栗東市上鈎 - 川辺の旧道区間を栗東市に移管[3]。

## 路線状況

### 重複区間
- 滋賀県道55号上砥山上鈎線（栗東市手原1丁目・手原東交差点 - 栗東市上鈎）

### 道路施設

#### 橋梁
- 葉山川橋（葉山川、栗東市）

## 地理

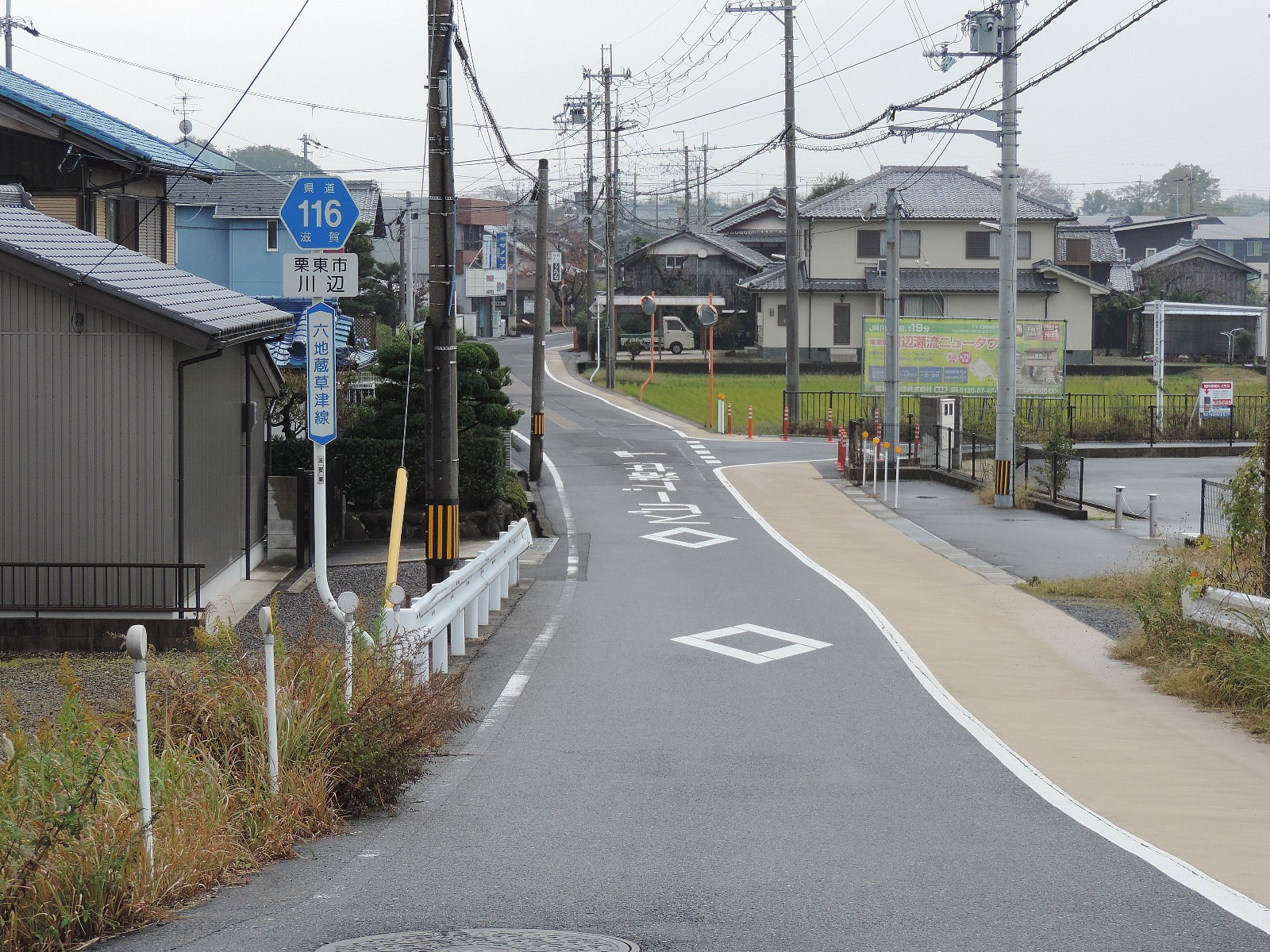
栗東市川辺

### 通過する自治体
- 滋賀県
  - 栗東市 - 草津市

### 交差する道路
| 交差する道路 | 市町村名 | 交差する場所 | 交差する場所            |
| --- | -------- | ------------ | ----------------------- |
| 滋賀県道12号栗東信楽線                                                                                          | 栗東市   | 六地蔵       | 起点                    |
| 滋賀県道55号上砥山上鈎線 重複区間起点                                                                           | 栗東市   | 手原1丁目    | 手原東交差点            |
| E1 名神高速道路                                                                                                 | 栗東市   | 手原2丁目    | 30 栗東IC               |
| 滋賀県道55号上砥山上鈎線 重複区間終点                                                                           | 栗東市   | 上鈎         |                         |
| 滋賀県道117号川辺御園線                                                                                         | 栗東市   | 川辺         |                         |
| 滋賀県道116号六地蔵草津線 / バイパス                                                                            | 栗東市   | 岡           | 岡交差点                |
| 国道1号 国道8号 重複 滋賀県道2号大津能登川長浜線 重複 滋賀県道・三重県道4号草津伊賀線 滋賀県道143号下笠大路井線 | 草津市   | 大路3丁目    | 大路三丁目交差点 / 終点 |

### 交差する鉄道
- 東海道新幹線

### 沿線
- 六地蔵簡易郵便局
- 六地蔵団地
- 旧和中散本舗
- 栗東市立葉山東小学校、葉山幼稚園
- 高念寺
- 関西みらい銀行 栗東支店
- 滋賀県立聾話学校
- 栗東市立治田小学校、治田保育園
- 治田郵便局
- 呉羽テック
- 宮脇病院
- 草津市立草津第二小学校